# Snabba cash
För andra betydelser, se Snabba cash (olika betydelser).
Snabba cash är en thriller av Jens Lapidus från 2006. Den har varit en försäljningssuccé, och pocketutgåvan sålde fjärde bäst av svensk skönlitteratur 2007. Boken rosades av kritiker och ansågs vara något helt nytt inom svensk spänningslitteratur.
Produktionsbolaget Tre Vänner köpte filmrättigheterna och filmen hade premiär den 15 januari 2010, med Joel Kinnaman i huvudrollen som JW - Johan "JW" Westlund född 1983 i Robertsfors.

## Handling
Handlingen utspelar sig huvudsakligen inom den organiserade kriminaliteten i Stockholmsområdet, och särskilt de grupperingar som ägnar sig åt narkotikahandeln. Boken består av tre parallella, men sammanflätade handlingar med varsin huvudperson.
Som alltid är fallet i Jens Lapidus Stockholm Noir trilogi, roterar berättelsen i ett mönster som aldrig bryts. Läsaren följer perspektivet av en karaktär i kapitel 1, 4, 7 osv (JW), en annan karaktär i kapitel 2, 5, 8 osv (Jorge), en tredje i kapitel 3, 6, 9 (Mrado), och de enda undantagen för detta mönster i hela trilogin är prolog och epilog för respektive berättelser som i somliga fall följer helt andra karaktärer än de centrala tre (i var berättelse finns specifikt tre karaktärer som läsaren följer).
JW kommer från landet men låtsas vara en bratkille. Han lever ett dubbelliv och kör svarttaxi för att finansiera sitt dyra liv på Stureplan samtidigt som han studerar ekonomi på Handelshögskolan. JW måste i sitt vardagsliv vara väldigt ekonomisk för att ha råd med sina dyra vanor. En dag erbjuder Abdulkarim, killen som JW hyr bil av när han kör svarttaxi, ett nytt extraknäck där han kan tjäna stora pengar, detta jobb är att sälja kokain. JW tackar genast ja till erbjudandet och kliver därmed in i Stockholms undre värld.
Jorge Salinas Barrio är en latino som åkt i fängelse efter att ha tagit hela skulden för knarkaffärer där jugoslaviska maffian var inblandad. Han rymmer från Österåkersanstalten men planerar på att fly från landet. 
Mrado Slovovic är en serbisk torped som är medlem i den serbiska maffian men egentligen drömmer om ett normalt liv med sin dotter Lovisa. 
De tre personerna förenas i boken genom sina drömmar om snabba förtjänster. När JW och Abdulkarim börjat få ruljans på kokainförsäljningen vill de expandera. Abdulkarim har hört talas om Jorge, som precis genomfört en omtalad rymning. Ryktet går att Jorge har lärt sig allt om kokainbranschen när han suttit inne. JW får därför i uppdrag att rekrytera honom. Samtidigt har Jorge precis försökt utpressa den jugoslaviska maffians boss. Torpeden Mrado är satt att få honom på andra tankar.
När JW slutligen hittar Jorge ligger han sönderslagen i en skog. Det är Mrados verk. JW och Abdulkarim tar hand om Jorge, och de börjar sedan jobba uppåt i den undre världen tillsammans.